# Библия на Кулиш
Библията на Кулиш е първият пълен превод на Стария и Новия завет на украински език. Той е направен от Пантелеймон Кулиш, Иван Пулюй и Иван Нечуй-Левицки и публикуван през 1903 г. във Виена под заглавието Светото писание на Стария и Новия завет.
Книгата е издадена след смъртта на Пантелеймон Кулиш. От началото на работата до публикуването Иван Пулюй работи по превода около 35 години. Част от преводите добавя Иван Нечуй-Левицки. Пълният превод на Библията свидетелства за достатъчно високото ниво на развитие на украинския книжовен език и допринася за по-нататъшното му развитие, тъй като в началото на XX век той функционира в два основни регионални варианта: източен и западен. Това състояние на езика се съчетава с конфесионалния стил на превода.

## Описание
Преводът на Библията от Кулиш, Пулюй и Нечуй-Левицки съдържа 66 книги: 39 - Стар завет и 27 - Нов завет, което е типично за една протестантска преводна версия. Това се обяснява с факта, че финансовата подкрепа за превода, отпечатването и частичното разпространение е извършена от Британското библейско общество, наричано още Лондонско библейско общество, създадено в Лондон през 1804 г.

## История на превода
През 1868–1869 г. под псевдонима Павло Ратай Пантелеймон Кулиш публикува в Лвовското списание „Правда“ преводи на няколко псалма на Давид, както и две песни на Моисей („Песни над Червено море“ и „Песни на умиращите“) и, накрая, цялата Тора. В обяснителна бележка Кулиш обявява превода си за „просто корекция“, призовавайки читателите да правят промени и пояснения. През 1871 г. във Виена и през 1880 г. в Лвов, в сътрудничество с Пулюй, Кулиш превежда Новия завет от гръцки, като за първи път публикува отделни евангелия: Евангелието според Матей (също: според Марко, според Лука, според Йоан). През 1887 г. във Виена Евангелието е издадено от Библейското дружество в отделно издание.
От 1874 до 1877 г. Михайло Драгоманов се занимава с издаването на Новия завет от името на Пантелеймон Кулиш.
По време на своята работа, преводачите сравняват превода си с преводи на Библията на църковнославянски, руски, полски, сръбски, немски, латински, английски и френски език.
Публикуваният превод на Свещеното писание е доставено нелегално в Руска Украйна. Опитите на Иван Пулюй да получи разрешение за разпространението му в Руската империя чрез руското посолство във Виена завършват с категоричен отказ или остават без отговор.

### Мотивация
Пантелеймон Кулиш се ръководи от убеждението, че украинците имат своето право да четат Библията на украински. Започвайки от 60-те години на XIX век, той работи върху превода на Библията и насърчава Иван Нечуй-Левицки да се включи през 1867 - 1869 г., а през 1869 г. и Иван Пулюй. В последните години от живота си Пантелеймон Кулиш се посвещава почти изцяло на превода на Библията. Според украинския лингвист Роксолана Зоривчак Кулиш „е бил ръководен от желанието да превърне украинците от етническа група в политическа нация“. Иван Пулюй гледа на публикуването на превода като на свой патриотичен дълг. В същото време Кулиш като преводач на Библията се ръководи не само от националните интереси, но и от всички човешки идеали.

### Характеристика
Пълният превод е направен от иврит и гръцки текстове на съвременния украински език. Гръцкото издание на Лондонското библейско дружество от 1866 г. е взето като основа за превода от Кулиш и Пулюй. В превода има известна неравномерност в стила на изложение, породена от факта, че над него са работили трима автори. Използва се богата езикова лексика, но причината за по-неудобния превод се обяснява с липсата на преводаческа традиция и липсата на унифициране на визията на езиковия стандарт в украинския език, предвид факта, че са използвани както западноукраински, така и източноукраински езикови елементи. Пантелеймон Кулиш прилага своя собствена преводаческа стратегия, без да знае каква може да бъде реакцията на украинците към превода на Библията. Отначало той взема за основа народната поезия и говоримия език.
Пантелеймон Кулиш и Иван Нечуй-Левицки са носители на източния вариант на украинския език: Кулиш - северен, Нечуй-Левицки - югоизточен. Иван Пулюй говори на западния вариант на украинския език. В превода съществуват всички регионални езикови мотиви.
В Библията на Кулиш от 1903 г. се наблюдава сближаване на две версии на книжовния език, като се забелязва по-силна ориентация към западната версия, тъй като тя е по-развита по това време. Това е представено в почти всички функционални стилове, а сред тях - и в  конфесионалния.
Преводачите виждат използването на диалектна лексика като начин за обогатяване на литературния език, особено в украинския превод на Библията, който според тях трябва да задоволи духовните потребности на най-широките социални слоеве.
Анализът на диалектната лексика в превода разкрива изключително внимателен подход на преводачите към библейските книги. И Кулиш, и Пулюй използват богат украински народен речник.
Пантелеймон Кулиш и Иван Пулюй подбират често използвани, традиционни фразеологични средства, включително тези, използвани в произведенията на писатели и църковни дейци от края на XVI и началото на XVII век като Иван Вишенски, Кирил Ставровецки и други.

### Издания
Преводът е претърпял множество издания във Виена (1904, 1906, 1908, 1909, 1912, 1920) и Берлин (1910) и оказва известно влияние върху последващите преводи на Библията. Юбилейните издания от 1944 (Ню Йорк), 1947 (Лондон) и 2000 (Киев) се превръщат в библиографска рядкост.
През 2007 г. в Минск излиза изданието „Библия с коментар“. В основата на това издание е преводът на Пантелеймон Кулиш, редактиран от Васил Бойечек и допълнен с коментари от Доналд Стампс.
На 6 май 1901 г. е посетен от представители на Библейското общество. Милард, директор на книжарското дружество във Виена (син на покойния Хайнрих Милард) и Сталшмид, представител на дружеството в Прага. Те заявяват, че дружеството възнамерява да закупи целия превод на Стария завет. Пулюй определя цена от 5000 гулдена, които Обществото се задължава да плати на Александра Кулиш, съпругата на Кулиш, и Иван Нечуй-Левицки. Този факт трябва да бъде сведен до знанието на Лондонското общество и ако то се съгласи, Старият завет ще бъде публикуван една година след това. През 1900 г. от името на украинската интелигенция в Киев композиторът Микола Лисенко започва преговори с Иван й относно издаването на Библията, преведена от Кулиш и Нечуй-Левицки. През октомври 1901 г. Иван Пулюй получава копие от превода, а Британското общество купува вечното право да публикува Стария завет, без да е виждал самите преводи, разчитайки само на словото на Пулюй.
През юни 1901 г. Библейското общество се съгласява да купи превода на Стария завет за 5000 гулдена. Издателството е избрано от виенската печатница Holzhavsen. Но в процеса на набиране на текста в споменатата печатница се оказва, че екземплярите на Библията не винаги отговарят на оригинала: има пропуски, неточности и грешки при набирането. Поради това отпечатването на изданието е спряно. Иван Пулюй се заема с редактирането, за да не спре напълно да се печата. Наборът и отпечатването са извършени благодарение на редакциите на Пулюй и отец Олексий Слюсарчук, който е поканен да съдейства.
През декември 1903 г. Британското библейско дружество публикува във Виена превод на украински език на Новия и Стария завет от Кулиш - Нечуй-Левицки - Пулюй. През юни-юли 1904 г. излиза отделно допълнително издание на Новия и Стария завет. Пулюй участва и в разпространението на отделни книги от Библията. Тиражът на първото издание е 5000 екземпляра, толкова е и тиражът на второто, допълнително редактирано издание. Освен това през 1906 г. с разрешението на Синода на Руската православна църква е издаден украинският превод на Кулишко-Пулюйското евангелие заедно с църковнославянския текст и е разпространен в руска Украйна. На свой ред през 1908 г. Библейското дружество в Берлин, под ръководството на Пулюй, публикува украински преводи на Новия завет и Псалмите заедно с английския текст за украинските емигранти в Канада. Иван Пулюй изпраща украинския превод на Библията на митрополит Андрей Шептицки и различни украински образователни институции. 

## Отзиви
Публикуването на Библията не се превръща в забележително събитие в църковния живот в земите на Украйна - нито в тези под руска доминация, нито под австрийска, тъй като тя никога не е препоръчвана за богослужение от висшето църковно ръководство. Въпреки това, тя предизвика известен отзвук сред културните дейци на Украйна. Едно от най-уважаваните руски списания, Вестник Европы, дава висока оценка на превода в прегледа си на украинските преводи на Светото писание от 16 век насам.

## Критика
Микола Сагарда въодушевено пише, че преводът на Пантелеймон Кулиш „отразява дълбокото разбиране и високото вдъхновение на човек, който е вложил в него всичките си големи познания на родния език, цялата си любов към него и Божието слово, цялата си душа. Кулиш наистина принуди Мойсей, Исая и всички други пророци да говорят на много добър украински." Иван Франко смята, че първата украинска Библия не оправдава надеждите както на самия Пантелеймон Кулиш, така и на широката украинска общественост. Иларион Охиенко сочи липсата на ритмичност и липсата на мелодия: „Но всъщност библейският език е езикът на молитвата, езикът на душата, езикът на пеенето“.

## Стойност
Появата на Библията на украински език е значимо събитие, особено за окупираната от Русия Украйна, където тя пристига нелегално през Австро-Унгария. Литургичната комисия в Рим под ръководството на патриарх Йосиф Слипий признава Библията на Кулиш, Левицки и Пулюй за най-задълбочената и най-добрата за времето си, както се казва в една от публикациите на списание „Prager Nachrichten“ през 1977 г.
Въпреки това до революцията от 1905 г. почти нито едно копие от украинския превод на Библията не може да бъде официално внесено в Руската империя. При такива ограничения на духовния живот на украинския народ, появата на Библията на украински език е значимо събитие за цяла Украйна, но книгата пристига там нелегално.
Пантелеймон Кулиш понякога си позволява свободно да превежда библейски текстове, а Иван Пулюй, който познава добре гръцкия език, при редактирането на този превод добавя дори повече галицизми към него, отколкото самия Кулиш. Това обстоятелство не допринася за това преводът на Кулиш да се превърне в образец на литературния украински език.
В същото време преводът на Библията е доказателство за огромната събирателска работа на Кулиш, която не бива да бъде подценявана.

## Галерия
- Пантелеймон Кулиш
- Иван Пулюй
- Иван Нечуй-Левицки